# Kirsten Kröger
Kirsten Kröger (verheiratete Kirsten Mohr) (* 23. Juli 1981 in Paderborn) ist eine ehemalige deutsche Basketballspielerin.

## Laufbahn
Sie entstammt der Jugendarbeit des Vereins Paderborn Baskets. Die 1,86 Meter messende, auf der Innenposition eingesetzte Kröger war deutsche Juniorennationalspielerin. Sie spielte in Hagen, anschließend beim VfL Bochum sowie NB Oberhausen. Mit Oberhausen stieg sie 2002 in die Bundesliga auf. Von Saisonbeginn 2003/04 bis Anfang Dezember 2003 war sie bei der BG Rentrop Bonn in der Bundesliga beschäftigt. Es folgte die Rückkehr nach Oberhausen, mit NBO wurde Kröger 2005 deutsche Vizemeisterin. In der Saison 2007/08 verstärkte sie wieder die BG Rentrop Bonn, 2008/09 dann den Zweitligisten Union Opladen, mit dem ihr 2009 der Aufstieg in die Bundesliga gelang. In der ersten Liga spielte sie mittlerweile als Kirsten Mohr ebenfalls für Opladen. Beruflich wurde sie als Ärztin tätig.